# Lorenz Dohmsen
Lorenz Dohmsen (* vor 1670; † 1711 in Hamburg) war ein deutscher Baumeister und der Leiter des Bauhofs in Hamburg.

## Leben und Bauwerke
Lorenz Dohmsen leitete von 1670 bis 1711 den Bauhof der Stadt Hamburg. Während seiner Dienstzeit entstanden zahlreiche Zweckbauten, darunter die Kummerbrücke, Zeughäuser für die Artillerie, Wachgebäude und Ställe, eine Mühle auf der Mühlenbrücke und eine Kuhmühle in Mundsburg. Auch der Bauhof am Deichtor, den sein Vorgänger Hans Hamelau begonnen hatte, wurde unter Dohmsens Leitung vollendet.
Dohmsen verwendete bei seinen Bauten einheimische Stilelemente, darunter oftmals Fachwerkbauweisen, die aus den Vierlanden und Marschlanden bekannt waren. Neben städtischen Bauwerken gestaltete er so 1680/81 das Kirchenschiff der Dorfkirche St. Nikolai in Moorfleet. Sie ist das einzige, heute noch erhaltene Bauwerk des Baumeisters. Zu den abgegangenen Bauwerken gehörte die mit Kolossalpilastern gestaltete, traufständige Fassade des Waisenhauses am Rödingsmarkt und 1704 ein Brunnenhäuschen auf dem Großneumarkt, das Rundbögen zwischen Halbsäulen hatte und das aufgrund eines barock geschwungenen Kuppeldach wie ein Lusthäuschen wirkte.